# Clephydroneura karikalensis
Clephydroneura karikalensis är en tvåvingeart som beskrevs av Parui och Das 1995. Clephydroneura karikalensis ingår i släktet Clephydroneura och familjen rovflugor. Inga underarter finns listade i Catalogue of Life.